# Sætningen om uendeligt mange aber
Sætningen om uendeligt mange aber (engelsk: the infinite monkey theorem) siger, at en abe, der taster tilfældigt på en skrivemaskine over et uendeligt langt tidsrum, næsten helt sikkert vil indtaste eller forfatte en given tekst, for eksempel William Shakespeares komplette værker. Bemærk, at "næsten sikkert" i denne sammenhæng er et matematisk udtryk med en specifik betydning, og at "aben" ikke er en virkelig abe, men snarere en metafor for en abstrakt anordning, der producerer en lang, tilfældig bogstavsekvens.
Sætningen illustrerer problemerne ved at opfatte uendelighed som et enormt, men endeligt tal. Hvis ethvert atom i det synlige univers repræsenterede en abe, der producerede en milliard tasteslag i sekundet fra Big Bang indtil i dag, ville det stadig være meget usandsynligt, at bare én abe ville komme mere end et par sætninger ind i den mest kendte enetale i Hamlet.
Der findes en række varianter af sætningen, hvoraf den mest kendte udskifter den ene abe med uendelig mange aber. Pointen forbliver dog den samme.

## Skitse af intuitivt bevis
Beviset for sætningen om uendeligt mange aber er ligefremt, selv uden brug af mere avancerede resultater. Hvis to hændelser er statistisk uafhængige, dvs. at ingen af hændelserne påvirker udfaldet af den anden, da vil sandsynligheden for, at de begge indtræffer, være produktet af sandsynlighederne for, at hver sker for sig selv. Følgende eksempel illustrerer dette: Hvis chancen for regn i Sydney på en given dag er 0,3, og chancen for et jordskælv i San Francisco den dag er 0,008, da er chancen for, at begge hændelser sker på den samme dag, lig med 0,3 × 0,008 = 0,0024.
Antag nu, at skrivemaskinen har 50 taster, og at "banan" er det ord, som ønskes indtastet. Med tilfældig tastning vil chancen for, at det først indtastede bogstav er b, være 1/50, og det samme vil gælde for, at det andet bogstav skulle være a, osv. Disse hændelser er uafhængige, så chancen for, at de første fem bogstaver er "banan", er (1/50)5 = 1/312500000. Af samme grund er chancen for, at de næste fem bogstaver er "banan", også (1/50)5, osv.
Sandsynligheden for ikke at taste "banan" i hver blok af fem bogstaver er 1 − (1/50)5. Fordi hver blok indtastes uafhængigt af de andre, er chancen X for ikke at skrive "banan" i nogen af de n første blokke af fem bogstaver givet ved X = (1 − (1/50)5)n. Efterhånden som n vokser, bliver X mindre. Hvis n er en million, er X 99,99%, men for n lig 10 milliarder er X lig 53%, og for n lig 100 milliarder er X 0,17%. Når n går mod uendelig, nærmer X sig 0; dvs. at man ved at gøre n tilstrækkelig stor kan få et så lille X, som man ønsker. Hvis vi medregnede de tilfælde, hvor "banan" optræder på tværs af bogstavblokkene, ville X gå endnu hurtigere mod 0. Det samme argument kan benyttes, hvis aben i stedet skulle indtaste en anden bogstavsekvens af en vilkårlig længde.
Et lignende argument viser, hvorfor uendeligt mange aber (næsten sikkert) vil skrive en tekst lige så hurtigt som et menneske, der taster helt præcist og kopierer den fra originalen. I dette tilfælde er X = (1 − (1/50)5)n, hvor X repræsenterer sandsynligheden for, at ingen af de første n aber korrekt taster "banan" i første forsøg. Hvis man betragter 100 milliarder aber, falder sandsynligheden til 0,17%, og efterhånden som antallet n af aber øges til uendelig, vil værdien af X (sandsynligheden for, at det mislykkes for alle aberne at reproducere en given tekst) gå mod 0. Dette svarer til at sige, at der er 100% sandsynlighed for, at en eller flere af et uendeligt antal aber vil producere en given tekst i første forsøg, eller at de næsten sikkert vil gøre dette.

## Formelle udsagn
Selvom sætningen om uendeligt mange aber normalt præsenteres på uformel vis, gør en præcis, formel definition meningen klarere. Den er nemmest at udtrykke ud fra computervidenskabsteorien om tekststrenge, som er bogstavsekvenser valgt fra et endeligt alfabet. Inden for disse rammer vil de to udsagn ovenfor blive udtrykt formelt som følger:
- I en given uendelig streng, hvor hver enkelt tegn bliver valgt uniformt tilfældigt, vil enhver endelig streng (med sandsynlighed 1) forekomme som en delstreng på en given position (og uendeligt mange positioner).
- I en uendelig følge af disse uendelige strenge, hvor hvert tegn i hver streng bliver valgt uniformt tilfældigt, optræder enhver endelig streng næsten sikkert i starten på en af disse uendelige strenge (og som starten på uendeligt mange af strengene i denne følge).

Begge de ovenstående sætninger følger af Borel og Cantellis andet lemma. Dette lemma siger, at hvis (En) er en følge af uafhængige hændelser i et sandsynlighedsfelt med sandsynlighedsmål P, og summen af sandsynlighederne for disse En divergerer mod uendelig, da er sandsynligheden for, at uendeligt mange af dem indtræffer, lig 1. Dette kan nemt benyttes på tilfældet med uendeligt mange aber. Antag, at vores ønskede tekst har længden n. Lad så Ek være hændelsen, at den k'te streng begynder med den givne tekst. Fordi dette har en fast sandsynlighed p, der er større end 0, for at indtræffe, samt at disse Ek er uafhængige, og summen divergerer, er sandsynligheden for, at uendeligt mange af disse Ek indtræffer, lig 1.
{\displaystyle \sum _{k=1}^{\infty }P(E_{k})=\sum _{k=1}^{\infty }p=\infty .}
Sætningen er et specialtilfælde af Kolmogorovs nul-et-lov.
Fordi det er nødvendigt at være præcis med hensyn til, om det er antallet af aber eller tidsrummet, der er uendeligt, er sætningens engelske betegnelse the infinite monkey theorem fejlagtig, eftersom hver enkelt abe er endelig. Matematikere ville kun sige "uendelige aber", hvis de mener, at hver enkelt abe er uendelig, og "uendeligt mange aber" hvis de i stedet mener det.

## Oprindelse
I et essay fra 1939 med titlen Det totale bibliotek sporede den argentinske forfatter Jorge Luis Borges sætningen om uendeligt mange aber tilbage til Aristoteles's Metafysik. I forbindelse med en forklaring af Leucippus' synspunkter, ifølge hvilke verden blev skabt gennem tilfældige kombinationer af atomer, bemærker Aristoteles, at atomerne selv er homogene, samt at deres mulige arrangementer kun er forskellige med hensyn til position og rækkefølge. Den græske filosof sammenligner dette med måden, hvorpå en tragedie og en komedie består af de samme "atomer" (hvilket kan betragtes som et billede på alfabetiske tegn). Tre århundreder senere argumenterer Ciceros De natura deorum (Om gudernes natur) imod det atomiske verdensbillede:
| Citat | Den, der betragter dette som værende muligt, vil også være i stand til at tro, at hvis utallige guldbogstaver, som hver repræsenterer ét af de 21 bogstaver i alfabetet, blev kastet på jorden, ville de kunne producere Ennius' Annaler. Jeg tvivler på, at heldet ville kunne skabe så meget som ét vers at læse. | Citat |
|       | |       |

Borges følger dette arguments historie gennem Blaise Pascal og Jonathan Swift og observerer derefter, at i hans egen tid havde ordvalget ændret sig. I 1939 påstod idiomet, at "et halvt dusin aber udstyret med skrivemaskiner ville, i løbet af et par uendeligheder, producere alle bøger i British Museum". (Hertil tilføjer Borges, at "strengt talt ville én udødelig abe være nok.") Borges forestiller sig så indholdet i det Totale Bibliotek, som dette foretagende ville forfatte, hvis det blev udført i dets fulde potentiale:
| Citat | Alt vil findes i disse forblindede bøger. Alt: den nøjagtige historie om fremtiden, Aischylos' Egypterne, det eksakte antal gange vandet i Ganges har spejlet falkens flugt, Roms sande og hemmelige navn, encyklopædien som Novalis ville konstruere, mine drømme og drømmerier om morgenen den fjortende august 1934, udledningen af Pierre Fermats sætning, Edwin Droods uskrevne kapitler, disse samme kapitler oversat til det sprog garamanterne talte, de tidsparadokser som Berkeley udtænkte og undlod at udgive, Urizens jernbøger, Stephen Dedalus' for tidlige åbenbaringer som inden næste tusindårscyklus er omme ikke vil betyde noget som helst, Basilides' gnostiske evangelium, sangen som blev sunget af sirenerne, det komplette katalog over Biblioteket, beviset for at det samme katalog er falsk. Alt, men for hver fornuftig linje, eller for hver korrekt oplysning, vil der være millioner af linjer som kun indeholder uforståeligt ordmiskmask, kakofonier og usammenhængende sprøjt. Alt, men generationer kan forløbe uden at disse svimlende boghylder — hylder som borthvisker dagen, og som rummer kaos — vil have foræret dem én eneste acceptabel bogside. | Citat |
|       | |       |

Det moderne billede af en uendelig samling aber blev præsenteret i Émile Borels artikel Mécanique Statistique et Irréversibilité (Statistisk mekanik og irreversibilitet) fra 1939. Hans "aber" er ikke egentlige aber, men snarere en levende metafor for en tænkt måde at producere en stor, tilfældig bogstavsekvens på. Borel sagde, at hvis en million aber tastede ti timer om dagen, var det ekstremt usandsynligt, at deres output præcis ville være lig bøgerne i de største biblioteker i verden, og alligevel ville det være endnu mere usandsynligt, at den statistiske mekaniks love nogensinde vil blive brudt, selv kortvarigt.
Fysikeren Arthur Eddington arbejdede videre med dette billede i The Nature of the Physical World (Den fysiske verdens natur) fra 1928, hvori han skrev:
| Citat | Hvis jeg lader mine fingre vandre tilfældigt over tasterne på min skrivemaskine, kunne det hænde, at min tirade skabte en forståelig sætning. Hvis en hær af aber klimprede på skrivemaskiner, ville de måske skrive alle bøger i British Museum. Chancen for dette er bestemt større end chancen for, at molekylerne vender tilbage til én halvdel af beholderen. | Citat |
|       | |       |

Således inviterer begge disse billeder os til at overveje den utrolige usandsynlighed af, at et stort, men endeligt antal aber, der arbejder i et stort, men endeligt tidsrum, skulle kunne producere et betydningsfuldt værk og sammenligner det med den endnu større usandsynlighed for visse fysiske hændelser. Enhver fysisk proces, som er endnu mindre sandsynlig end abernes succes, er i praksis umulig; dette er det statistiske grundlag for termodynamikkens 2. lov.
Sætningens nuværende formulering, med uendelige ressourcer, opstod i populærkulturen omkring 1970[kilde mangler] og siger, at et uendeligt antal aber, der skriver i uendelig lang tid, vil forfatte en given tekst. At insistere på begge uendeligheder er imidlertid unødvendigt. En enkelt udødelig abe, der laver uendeligt mange tasteslag, vil næsten sikkert indtaste en vilkårlig tekst i sidste ende, og et uendeligt antal aber vil næsten sikkert begynde at producere alle mulige tekster med det samme, uden ventetid. Faktisk vil alle mulige tekster i begge disse tilfælde næsten sikkert blive produceret et uendeligt antal gange (for at være præcis vil et uendeligt antal aber, der indtaster k tegn, næsten sikkert skrive hvert værk af længde k et uendeligt antal gange).
Somme tider påstås det, at Borels brug af aber og skrivemaskiner i sin sætning var inspireret af et argument, der blev benyttet af Thomas Henry Huxley den 30. juni 1860, men dette er meget tvivlsomt. Huxley var involveret i en debat med den anglikanske biskop af Oxford, Samuel Wilberforce. Diskussionen udspillede sig ved et møde i British Association for the Advancement of Science i Oxford, som Wilberforce var vicepræsident for, og blev ansporet af Charles Darwins udgivelse af Arternes Oprindelse syv måneder tidligere i november 1859.
Der eksisterer intet referat af debatten, men hverken samtidige redegørelser af den eller Huxleys senere erindringer henviser til sætningen om uendeligt mange aber. Det er særdeles usandsynligt, at Huxley ville have omtalt en skrivemaskine. Selvom patenter på maskiner, der lignede moderne skrivemaskiner, blev udstedt så tidligt som i 1714, begyndte den kommercielle produktion af skrivemaskiner først i 1870, og en dygtig debattør som Huxley ville næppe have ladet sin pointe afhænge af en ting, hvis eksistens ville have været ukendt for det meste af hans publikum.
Debattens forbindelse med sætningen om uendeligt mange aber er formentlig en vandrehistorie, som er blevet sat i gang af det faktum, at diskussionen ganske vist delvist omhandlede aber: Biskoppen spurgte, om Huxley nedstammede fra en abe på hans bedstemors eller bedstefars side, og Huxley svarede, at han hellere ville nedstamme fra en abe end fra en, der argumenterede så uærligt som biskoppen.

## Sandsynligheder
Hvis man ser bort fra tegnsætning, mellemrum og store bogstaver, vil en abe, som taster tilfældige bogstaver, have chancen én ud af 26 for korrekt at taste det første bogstav i Hamlet (hvis man begrænser sig til det engelske alfabet). Den har chancen én ud af 676 (26 gange 26) for at taste de første to bogstaver. Fordi sandsynligheden mindskes eksponentielt, vil den ved 20 bogstaver kun have chancen én ud af 2620 = 19.928.148.895.209.409.152.340.197.376, hvilket nogenlunde svarer til chancen for at købe fire amerikanske lottokuponer efter hinanden og vinde den store præmie hver gang. I tilfældet med hele teksten i Hamlet er sandsynlighederne så forsvindende lille, at de knap er fattelige i menneskelig sammenhæng. Selv hvis man fjerner al tegnsætning, indeholder teksten i Hamlet mere end 130.000 bogstaver, hvilket fører til en sandsynlighed på én ud af 3.4×10183946. Til sammenligning er der kun omkring 1079 atomer i det synlige univers, og der er kun gået 1017 sekunder siden Big Bang.
Blot det, at der er en chance, uanset at den er ekstremt lille, er nøglen til sætningen om uendeligt mange aber, fordi Kolmogorovs nul-et-lov siger, at såden en uendelig følge af uafhængige hændelser enten må have sandsynligheden 0 eller 1. Eftersom vi ovenfor har vist, at chancen ikke er 0, må den være 1.
Gian-Carlo Rota skrev i en lærebog om sandsynlighed (der ikke nåede at blive færdiggjort, før hans død):
| Citat | Hvis aben kunne udføre et tasteslag hvert nanosekund, vil den forventede ventetid, før aben har skrevet Hamlet, være så lang, at universets anslåede alder er ubetydelig i sammenligning dermed ... dette er ikke en praktisk metode til at skrive skuespil. | Citat |
|       | |       |

## Eksperimenter
Dette er et tankeeksperiment, som tydeligvis ikke kan udføres i praksis, eftersom det enten kræver uendelig meget tid eller uendeligt mange ressourcer. Ikke desto mindre har sætningen inspireret forsøg med endelig tilfældig tekstgenerering. Bemærk, at i modsætning til, hvad nogle medieudlægninger påstår, sår resultaterne af disse eksperimenter ingen tvivl om sætningens sandhed.
Et website med titlen The Monkey Shakespeare Simulator, der blev igangsat den 1. juli 2003, indeholder en Java-applet, som simulerer en stor population af aber, der skriver tilfældigt, med det erklærede mål at se, hvor lang tid det tager de virtuelle aber at producere et komplet Shakespeare-skuespil fra begyndelse til slutning. Selvom sitet ikke opdaterer dets rekorder længere, genererede systemet sekvenser på maksimalt 24 bogstavers længde, da det sidst noterede dets toppræstationer. For eksempel producerede det denne del af en linje fra Julius Cæsar:
```
Flauius. Hence: home you idle CrmS3RSs
jbnKR IIYUS2(
[
;3ei'Qqrm' 
```

På grund af begrænsninger i regnekraft bruger programmet en sandsynlighedsmodel (ved at benytte en tilfældig talgenerator) i stedet for rent faktisk at generere tilfældig tekst og sammenligne med Shakespeare. Når simulatoren "opdager en overensstemmelse" (dvs. talgeneratoren kommer med en bestemt værdi eller en værdi inden for et vist interval), simulerer simulatoren overensstemmelsen ved at generere matchende tekst.
Evolutionsbiologen Richard Dawkins benytter konceptet med de skrivende aber i sin bog The Blind Watchmaker (Den blinde urmager) fra 1986 til at demonstrere den naturlige selektions evne til at producere biologisk kompleksitet ud af tilfældige mutationer. I det beskrevne simulationseksperiment, får Dawkins sit "Væselprogram" til at producere Hamlet-sætningen "METHINKS IT IS LIKE A WEASEL" (dansk: "jeg synes, den ligner en væsel") ved at taste tilfældige sætninger, men konstant fastfryse de dele af outputtet, som allerede svarer til målet. Pointen er, at tilfældig tekstgenerering blot tjener til at finpudse råmaterialet, mens selektion videregiver informationen.
I 2003 brugte forelæsere og studenter fra Universitet i Plymouths MediaLab Arts-kursus et legat på £2.000 fra det engelske kulturråd til at efterlade et computerkeyboard i en indhegning med seks makakaber i Paignton zoologisk have i Devon, England, i en måned. Ikke alene producerede aberne kun fem sider hovedsageligt bestående af bogstavet S, de begyndte også at angribe keyboardet med en sten og gik derefter over til at urinere og lave andre efterladenskaber på det.

## Sætningens udbredelse i populærkulturen

### Tv og radio
- Hitchhiker's Guide to the Galaxy (anden radioudsendelse) indeholder en scene, hvori Ford Prefect og Arthur Dent, under påvirkning af den Uendelige Usandsynlighedsmotor, bliver overfaldet af et uendeligt antal aber, som vil høre deres mening om abernes manuskript til Hamlet.
- I The Simpsons-afsnittet "Last Exit to Springfield", har Mr. Burns sit eget rum med 1000 aber siddende ved skrivemaskiner, hvoraf den ene bliver skældt ud for at stave et ord forkert i åbningssætningen i Charles Dickens' To byer — "It was the best of times, it was the blurst of times? You stupid monkey!"
- I Family Guy ser man en gruppe aber samarbejde om et vers fra Shakespeares Romeo og Julie i en indskudt scene.
- På The Daily Show lovede Jon Stewart, at intet af deres materiale ville blive plagieret (efter en række historier om emnet), fordi showet ville blive skrevet af aber. Der blev derpå vist en abe i færd med at skrive materiale til showet, og Jon fik overrakt abens seneste output, som dog hurtigt blev afvist.
- The Colbert Report sendte et humoristisk indslag om, hvor mange aber, der ville kræves til at producere forskellige værker. Dette var et svar på kommentarer i nyhederne angående aber, som skrev Bibelen eller Koranen. Ifølge Colbert ville en million aber, der skrev i al uendelighed, producere et Shakespeare-værk, ti tusind (fordrukne) aber, som skrev i ti tusind år, ville forfatte et Hemingway-værk, og det ville tage ti aber tre dage at skrive et Dan Brown-værk.
- I et afsnit af The Adventures of Jimmy Neutron (Jimmy Neutrons eventyr) nævnes et videnskabeligt projekt, der minder meget om sætningen om uendeligt mange aber: Et insekt puttes ind i en glaskuppel og placeres foran et sultent firben på et keyboard. Idéen er, at firbenet vil ramme tasterne med dets fødder, mens det forsøger at få fat i insektet, og i sidste ende vil det skrive en storartet amerikansk roman.
- Et afsnit af Jeg Er Væsel involverer et stort rum fyldt med adskillige slags aber med skrivemaskiner, der arbejder på en roman. Da Væsel prøver at betale dem med bananer, betragter de det som en fornærmelse og siger op, bortset fra I. R. Bavian.

### Tegneserier
- I komedieserien Dilbert siger Dogbert til Dilbert, at dennes digt ville tage "tre aber, ti minutter".
- Animal Man-serien af Grant Morrison indeholdt et nummer med en abe, som ikke blot skrev Shakespeares værker, men også tegneserier. Paperback-genudgivelsen af dette havde som forside et "uendeligt" antal skrivende Grant Morrisoner.

### Stand-up-comedy
- Komikeren Bob Newhart har en stand-up-rutine, hvori en laboratorietekniker, der overvåger et "uendeligt mange aber"-eksperiment opdager, at en af aberne har skrevet "To be, or not to be; that is the gezortenblatt" ("At være eller ikke at være; det er gezortenblatt"). Hans kollega, komikeren Ricky Gervais, har forsøgt at forklare denne sætning til sin producer Karl Pilkington, som den dag i dag stadig ikke er overbevist.
- Ross Noble inkluderer sætningen i sine forestillinger. Han påstår, at han rent faktisk har 100.000 aber, men uheldigvis kun én skrivemaskine. Den irske komiker Neil Delamere har den teori, at hvis sætningen om uendeligt mange aber er sand, må det også gælde, at "1.000.000 boaslanger med 1.000.000 harmonikaer ville i sidste ende frembringe alle Westlifes sange".

### Internetkultur
- D. 1. april 2000 foreslog internetstandardkomiteen IETF i spøg en "Uendeligt Mange Aber-Protokolstak", en metode til at styre en besætning af uendeligt mange aber over internettet.[7]
- WWDN, forfatteren og skuespilleren Wil Wheatons blog, bruger sloganet "50.000 aber ved 50.000 skrivemaskiner kan ikke tage fejl". Han vandt en Bloggie-pris i 2002 for sin åndrighed i kategorien "Bedste underoverskrift på en weblog". Robert Wilensky bemærkede en gang for sjov: "Vi har alle hørt, at en million aber, der hamrer på en million skrivemaskiner, vil i sidste ende reproducere alle Shakespeares værker. Takket være internettet ved vi nu, at det ikke er sandt." I samme boldgade har Mad Magazine skrevet: "Hvis uendeligt mange aber skrev 24 timer om dagen på uendeligt mange computere, ville resultatet ikke være ulig et AOL-chatrum."
- Den populære internettegneserie Goats, som er illustreret af Jonathan Rosenberg, kørte en historie kaldet uendelige skrivemaskiner Arkiveret 1. januar 2007 hos  Wayback Machine, hvor adskillige figurer ved et uheld teleporterer sig over i en anden dimension. De finder ud af, at denne dimension er befolket af aber med skrivemaskiner, der formodentlig indtaster manuskripter til mange andre dimensioner.
- I 2006 blev Infinite Monkey Project skudt i gang af tekstgenkendelsesfirmaet T9. Projektet, der dækker hele Europa, vil få brugere, som ikke kender hinanden, til at indsende selvopfundne sms'er til websitet. Sms'erne er gratis, og efterhånden som projektet skrider frem, bliver ordene kombineret til sangtekster. Sangteksterne bliver derefter lavet til en sang af hip hop-kunstneren Sparo og vil blive udgivet som et album. Hvis et af numrene bliver et hit, vil de folk, der har indsendt ord til sangteksten, modtage royalties fra projektet.[8][9][10]
- Uncyclopedia navngiver ofte dets artikelforbedringsprojekter "10,000 Monkeys Typing Hamlet" (dansk: "10.000 aber, der skriver Hamlet").

### Musik
- Punk rock-bandet the Mekons' debutalbum fra 1979 hedder The Quality of Mercy is Not Strnen (Kvaliteten af nåde er ikke strnen). Coveret på den originale britiske udgave består af et fotografi af en chimpanse, der taster.
- I 1983 udgav powerpop-bandet the Windbreakers en ep med titlen Any Monkey With a Typewriter (En hvilken som helst abe med en skrivemaskine).